# Joseph Duhautoy-Schuffenecker
Pour les articles homonymes, voir Schuffenecker.
Joseph Duhautoy-Schuffenecker, né le 16 mars 1909 à Guewenheim dans le Haut-Rhin, mort le 9 mai 1995 à Paris 13e, est un prêtre catholique français, missionnaire d'Afrique. Pendant la Seconde Guerre mondiale, il s'engage sous le nom de Duhautoy comme aumônier militaire dans les Forces françaises libres.
Il se distingue comme aumônier et infirmier dans les campagnes de la France libre, soutenant les hommes en première ligne au sein de la 1re division française libre, successivement dans les campagnes de la guerre du Désert, à El Alamein, dans la campagne de Tunisie. Il participe ensuite à la Campagne d'Italie, nommé aumônier du 1er régiment de fusiliers marins, au débarquement en Provence, à la campagne de la Libération, à la bataille des Vosges et à la bataille d'Alsace.
Il est assimilé lieutenant de vaisseau et distingué Compagnon de la Libération. Il reprend après la guerre son activité de missionnaire d'Afrique en Ouganda, au Malawi, en Zambie.

## Biographie
Joseph Schuffenecker naît à Guewenheim, dans le Haut-Rhin, le 16 mars 1909. Il est d'une famille de quatre enfants ; ses parents sont agriculteurs,.

### Vocation missionnaire
Répondant à une vocation missionnaire, il entre chez les Pères blancs et y suit des études de philosophie et de théologie, près de Lorient, puis à Alger à partir de septembre 1929, au noviciat de son ordre. Il effectue son service militaire en 1930 comme infirmier à la 25e compagnie d'infirmiers de Tunis, et au 4e régiment de Zouaves, où il est caporal,.
Après son service, Joseph Schuffenecker reprend ses études chez les Pères blancs. Il prononce son serment le 27 juin 1934 et est ordonné prêtre l'année suivante, en 1935. Il commence alors son activité missionnaire en Ouganda,. Il a du mal à s'habituer au climat équatorial mais s'intègre rapidement et œuvre avec passion comme vicaire dans la brousse.

### Début de la Seconde Guerre mondiale
Au déclenchement de la Deuxième Guerre mondiale, il est mobilisé et affecté « sur place » en Ouganda en 1939, dans le cadre du National Service britannique. Il doit y participer au remplacement des prêtres italiens qui sont internés.
Après l'invasion du nord de la France par l'Allemagne, quand l'armistice est conclu, Joseph Schuffenecker refuse la défaite et choisit de répondre à l'appel du général de Gaulle. Trois jours après l'Appel, il adresse des courriers à Londres, à Brazzaville et à Libreville pour servir comme aumônier ou infirmier dans une unité combattante de la France libre. N'ayant pas de réponse à ses courriers, il travaille plusieurs mois dans un hôpital britannique. Il peut enfin s'engager en décembre 1941 dans les Forces françaises libres, à Nairobi, au Kenya. Il est engagé comme aumônier auxiliaire, assimilé au grade de lieutenant.

### Aumônier dans les Forces françaises libres
Dans les FFL, il prend le nom de Duhautoy, pour éviter les représailles sur sa famille, notamment ses frères enrôlés de force dans l'armée allemande. Désirant être aumônier dans une unité combattante, il émet nombre de demandes, et finit par obtenir gain de cause. Le Père Duhautoy est affecté à l'Ambulance chirurgicale légère (ACL) des FFL, et rejoint en mai 1942 son unité alors en Libye dans le cadre de la guerre du Désert. Il prend part comme aumônier à la campagne de Libye, à la bataille d'El Alamein, à la campagne de Tunisie en mai 1943 dans l'ACL de la 1re division française libre (1re DFL). Lorsque son unité est dans l'attente de participer à la campagne de la Libération, en plus de ses fonctions d'aumônier, le P. Duhautoy prend en charge les œuvres sociales, les loisirs, le sport et tout ce qui permet de maintenir le moral des hommes.
Duhautoy débarque en Italie le 1er mai 1944, et effectue la Campagne d'Italie en se portant toujours volontaire pour transporter les blessés nuit et jour, en première ligne. Il est souvent volontaire pour donner son sang, risquant parfois l'épuisement. Il est nommé en juillet 1944 aumônier au 1er régiment de fusiliers marins (1er RFM), et reste toujours en première ligne, soutenant considérablement les combattants.
Il participe vers le 15 août 1944 au débarquement en Provence au sein du 1er RFM. Pendant toute la campagne de la Libération, jusqu'à la bataille des Vosges et à la bataille d'Alsace, il continue à exercer son office, et ramène les blessés. Confronté plusieurs fois directement aux ennemis, il réussit trois fois à ramener des prisonniers. Il est notamment cité pour son comportement depuis les combats de Ronchamp début octobre 1944 jusqu'à ceux de Masevaux du 20 au 28 novembre 1944. Il s'illustre encore aux combats du massif de l'Authion, du 9 au 15 avril 1945. Il est réputé être un « magnifique entraîneur d'hommes ». Il est créé Compagnon de la Libération par le décret du 7 août 1945.

### Après-guerre
Le P. Duhautoy est assimilé lieutenant de vaisseau à la fin de la guerre, en raison de son courage. Il part alors visiter les familles de chacun des morts de son régiment.
Il reprend ensuite sa mission de Père blanc, et retourne en novembre 1945 en Ouganda. Il est au Malawi à partir de 1952, puis en Zambie à partir de 1975.
Joseph Duhautoy-Schuffenecker meurt le 9 mai 1995 à Paris 13e.

## Hommages et distinctions
- Officier de la Légion d'honneur
- Compagnon de la Libération par décret du 7 août 1945
- Croix de guerre 1939–1945 (3 citations)
- Médaille coloniale avec mentions « Ethiopie », « Libye », « Tunisie ».